# 長者塚古墳
長者塚古墳（ちょうじゃづかこふん、関長者塚古墳）は、群馬県桐生市新里町関にある古墳。形状は五角形墳。桐生市指定史跡に指定されている。

## 概要
群馬県東部、赤城山南東麓の舌状台地の傾斜地上（標高約350メートル）に山寄せで築造された古墳で、赤城山南麓の古墳としては最高所に位置する。現在までに盗掘に遭っており石室は大きく破壊されているほか、近年に発掘調査が実施されている。
墳形は五角形で（近年の調査以前は円墳とされた）、直径約20メートル・高さ約2メートルを測る。墳丘外表で埴輪は認められない。埋葬施設は両袖式の横穴式石室で、截石切組積みによって構築された整美な石室である。盗掘に遭っているため、石室内の副葬品は明らかでない。築造時期は古墳時代終末期の7世紀後半頃と推定される。
古墳域は1982年（昭和57年）に旧新里村指定史跡（現在は桐生市指定史跡）に指定されている。なお、南3.7キロメートルには截石切組積み石室の中塚古墳、八角墳（火葬墓）の武井廃寺塔跡が所在する。

## 遺跡歴
- 1958年（昭和33年）、調査（群馬大学）[1][3]。
- 1982年（昭和57年）10月1日、旧新里村指定史跡に指定（現在は桐生市指定史跡）[2]。
- 2009-2012年度（平成21-24年度）、発掘調査（桐生市教育委員会、2012・2014年に報告）。

## 埋葬施設

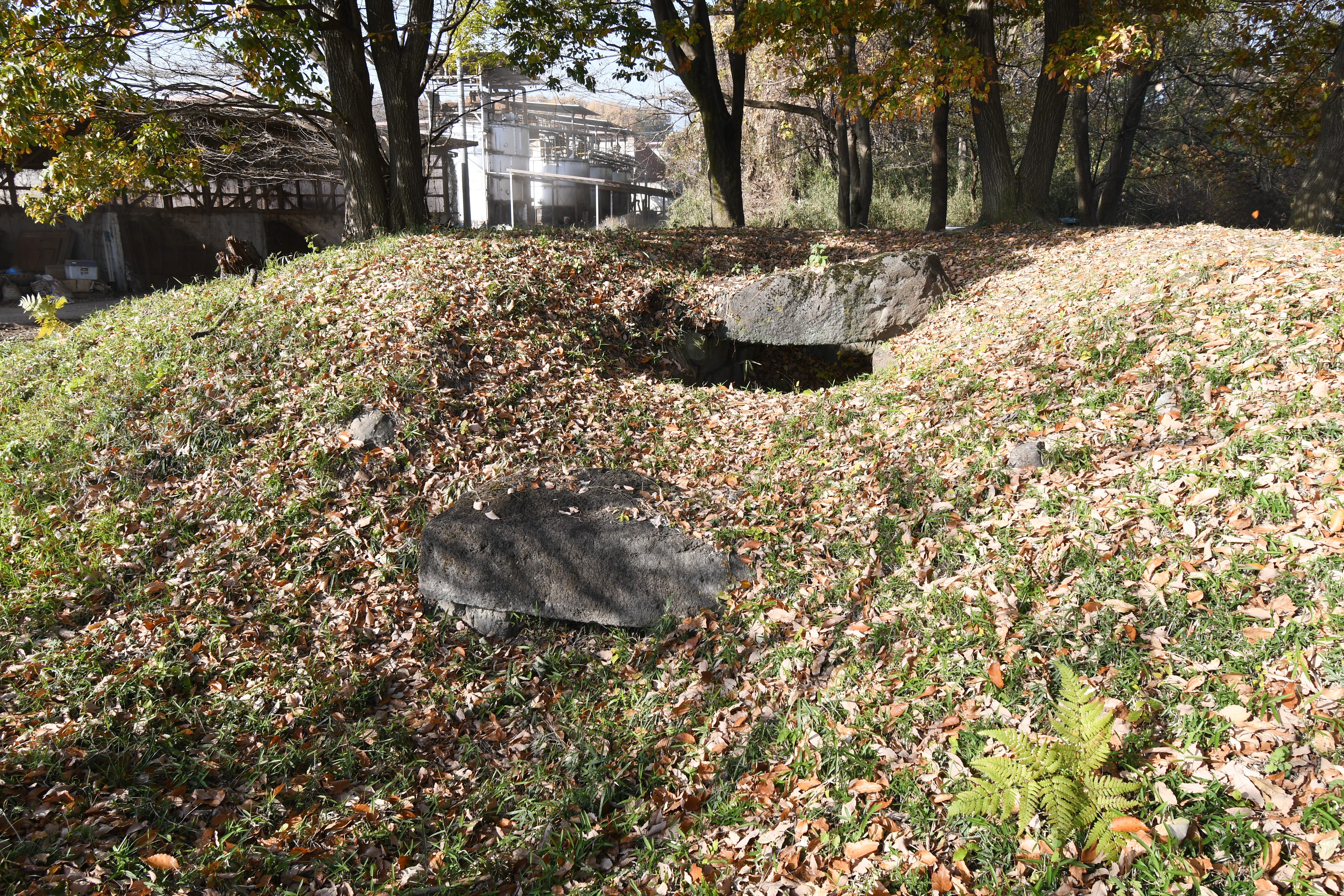
石室手前に羨道、奥に玄室。

埋葬施設としては両袖式横穴式石室が構築されている。石室の規模は次の通り。
- 玄室：長さ3.11-3.15メートル、幅1.96メートル（中央）
- 羨道：長さ3.16-3.30メートル、幅1.05メートル

石室の石材は安山岩で、截石切組積みによって構築される。羨門は「八」の字のように下が開く特徴を有する。

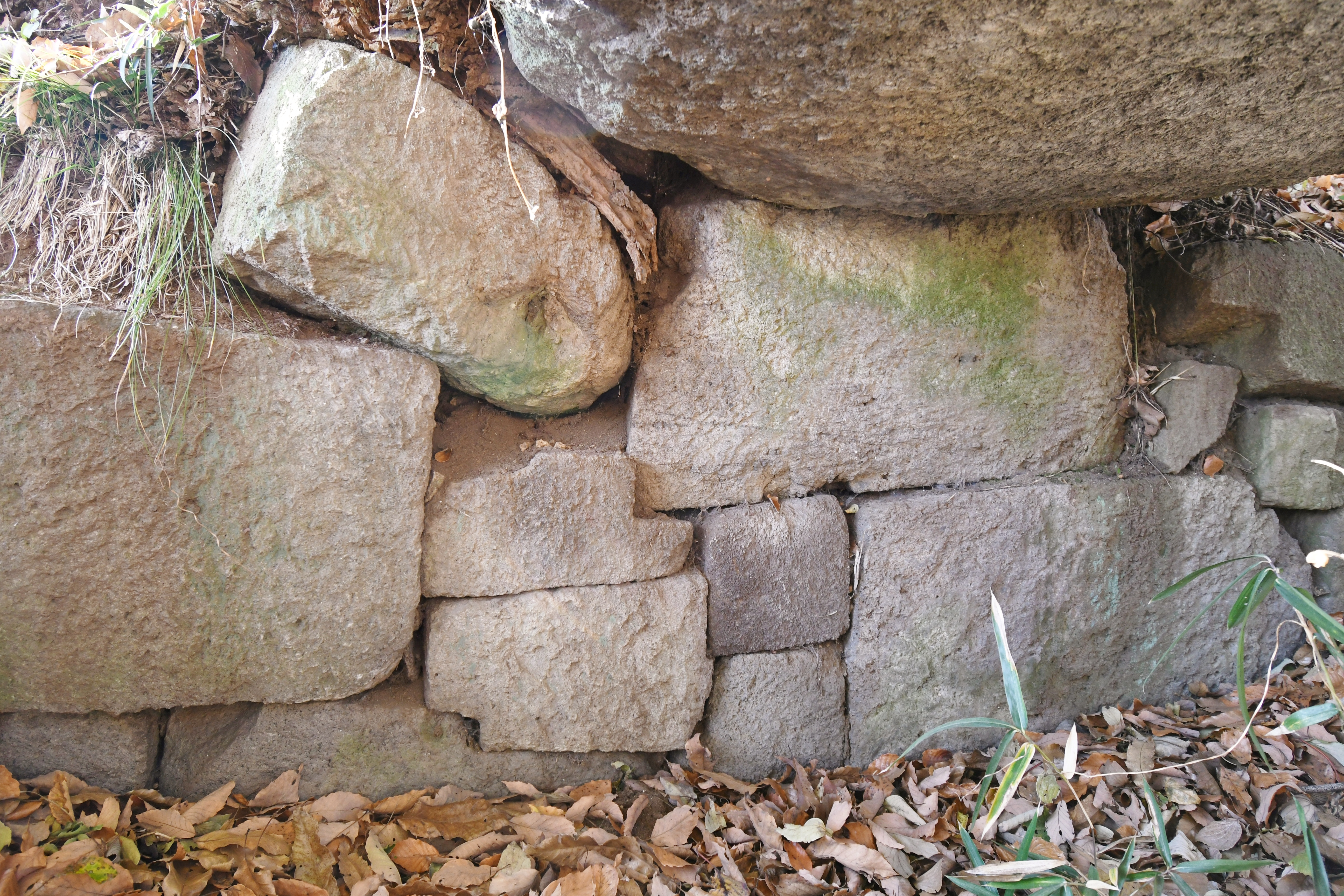
玄室西壁の石積み

## 文化財

### 桐生市指定文化財
- 史跡
  - 長者塚古墳 - 1982年（昭和57年）10月1日指定[2]。

## 関連文献
（記事執筆に使用していない関連文献）
- 「関長者塚古墳II」『桐生市内遺跡発掘調査報告 平成21･22年度調査（桐生市文化財調査報告書 第30集）』桐生市教育委員会、2012年。
  - 加部二生「関長者塚古墳の墳丘形態について」。
- 「関長者塚古墳III・関長者塚古墳IV」『桐生市内遺跡発掘調査報告 平成23・24年度調査（桐生市文化財調査報告書 第33集）』桐生市教育委員会、2014年。